# Sybra densealbomarmorata
Sybra densealbomarmorata là một loài bọ cánh cứng trong họ Cerambycidae.